# Oratori de Sant Pau
L'oratori de Sant Pau és d'estil gòtic que data de principis del segle XV. El seu frontis forma angle amb la façana principal del palau Episcopal.
Amb el pas dels anys es va afegir un pis superior que va desfigurar completament el seu aspecte primitiu. Consta d'una arquivolta amb decoració de temàtica vegetal. Presideix el conjunt amb una imatge de Sant Pau i damunt un Santcrist amb amb relleus simbòlics. El portal exterior té una forma ogival i l'interior consta d'una nau amb enteixinats de fusta.
L'oratori de Sant Pau acull la primera sala del museu Diocesà de Mallorca, que continua per dependències veïnes del palau Episcopal. El museu consta la de nombroses obres entre les quals podem destacar el retaule de Sant Jordi, obra de Pere Niçart, diversos quadres gòtics de Joan Daurer, Pere Terrencs i Martí Tomer, i el curiós drac embalsamat identificat com el Drac de na Coca.
Al 2004 les estances del museu varen passar per unes obres i les seves instal·lacions es varen traslladar provisionalment a l'Oratori del Seminari Vell.